# Васеньово
Васеньо́во (рос. Васенёво) — присілок у складі Шабалінського району Кіровської області, Росія. Входить до складу Ленінського міського поселення.

## Населення
Населення становить 1 особа (2010, 2 у 2002).
Національний склад станом на 2002 рік — росіяни 100 %.

## Відомі люди
Єдиним жителем присілка був Добровольський Олексій Олександрович, просвітних сучасного язичництва.